# Трибуналес (станция метро)
«Трибуналес» (исп. Tribunales) — станция Линии D метрополитена Буэнос-Айреса.
Станция находится в районе Сан-Николас в нескольких метрах от площади Лавалье, которую образуют пересекающиеся улицы Талькауано, Тукуман, Лавалье и Либертад. Станция Трибуналес получила своё название от располагающегося поблизости Дворец Правосудия нации и его окрестностей, известных под названием «Трибуналес». Станция Трибуналес была открыта 3 июня 1937 года. С этого момента до 23 февраля 1940 года, когда линия была продлена до станции Палермо Трибуналес служила конечной остановкой Линии D. В 1997 году станция была включена в число Национальных исторических памятников.
Платформы станции украшают 2 фрески. Обе фрески выполнена по эскизу 1936 года художника Родольфо Франко, на одной из них изображено основание города Буэнос-Айрес сначала Педро де Медосой в 1536 году, а потом и Хуаном де Гараем в 1580 году. На другой фреске изображены представители коренного населения и испанские солдаты времён освоения земель современного Буэнос-Айреса.

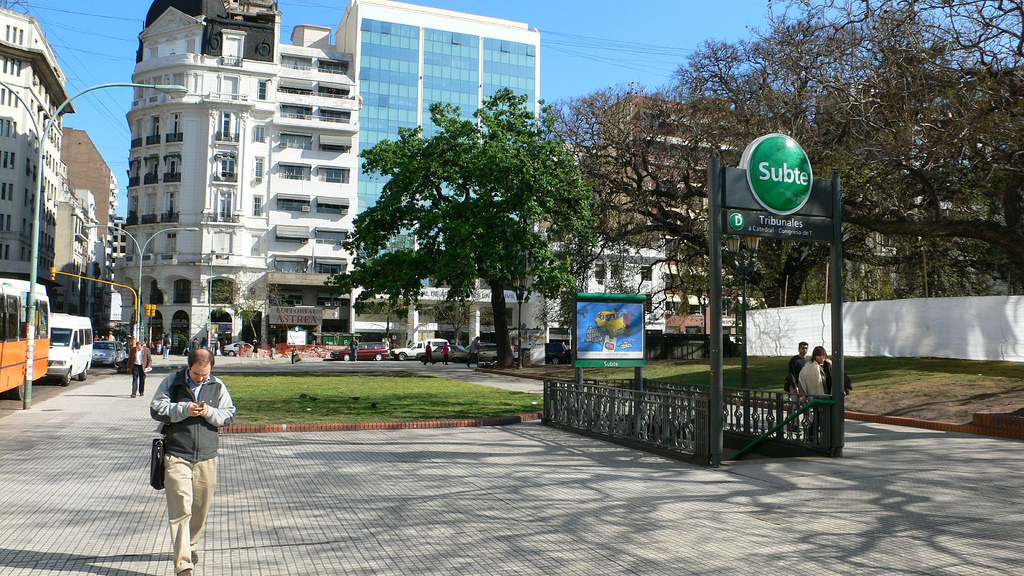
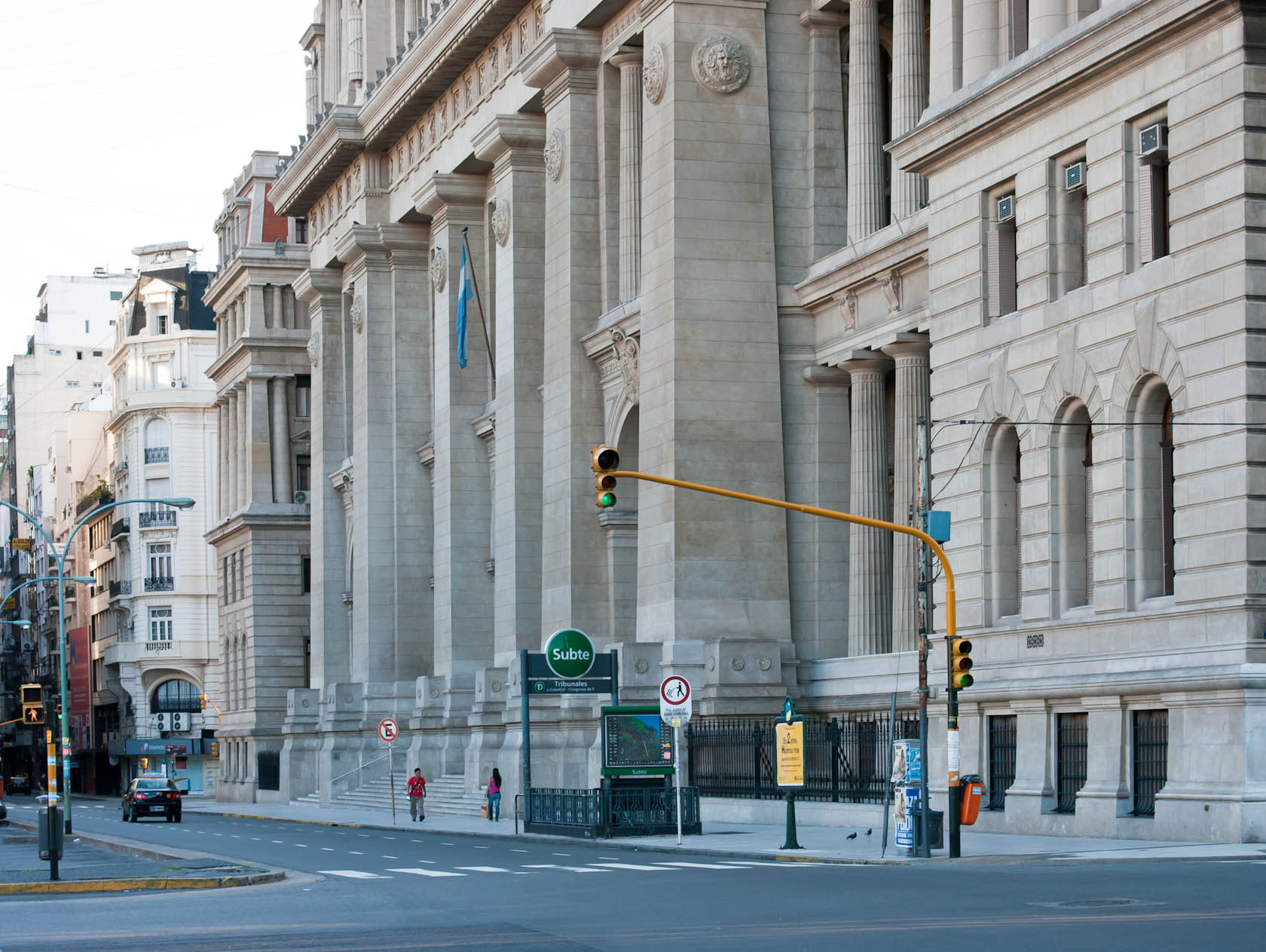